# Egnasia ludiana
Egnasia ludiana är en fjärilsart som beskrevs av Felder 1874. Egnasia ludiana ingår i släktet Egnasia och familjen nattflyn. Inga underarter finns listade i Catalogue of Life.